# Prosztatagyulladás
A prosztatagyulladás (Prostatitis) a prosztata gyulladását jelenti. A prosztatagyulladás több típusát különböztetik meg. A gyulladás krónikus, akut, krónikus kismedencei gyulladásként diagnosztizálható.

## Tünetek
A tünetek nehezen felismerhetők. A betegek általában deréktáji, alhasi, gáttáji, heretáji fájdalomról számolnak be. A gyulladás bizonyos esetekben lázzal jár, a vizelet véres lehet. Súlyosabb esetekben a vizeletben genny észlelhető.
A prosztatagyulladás mint kifejezés a legszigorúbb értelemben vett prosztata szövettani gyulladása. Mint minden gyulladás, válasz egy fertőzésre, viszont ez a típusú gyulladás előfordulhat fertőzés nélkül is.
1999-ben a Cukorbetegek és Emésztési és Vesebetegségek Nemzetközi Intézete (NIDDK) egy új osztályozási rendszert dolgozott ki.
| Kategória | Fájdalom? | Baktériumok? | Fehérvérsejtek? | NIDDK (Jelenlegi)                       | Leírás | Meares / Stamey (Régi)                  |
| --------- | --------- | ------------ | --------------- | --------------------------------------- | --- | --------------------------------------- |
| I         | igen      | igen         | igen            | Akkut prosztatagyulladás                | Az akkut prosztatagyulladás egy bakteriális fertőzés, mely sürgős orvosi kezelést igényel. | Akkut bakteriális prosztatagyulladás    |
| II        | ±         | igen         | igen            | Krónikus bakteriális prosztatagyulladás | A krónikus bakteriális prosztatagyulladás egy viszonylag ritka állapot, mint az időszakos húgyúti fertőzések. | Krónikus bakteriális prosztatagyulladás |
| IIIa      | igen      | nem          | igen            | Gyulladásos CP/CPPS                     | Krónikus prosztatagyulladás/krónikus kismedencei fájdalom szindróma, a prosztatagyulladásnál megállapított diagnózisok 90%-95%-a, régen úgy azonosították, mint krónikus nem bakteriális prosztatagyulladás.                  | Nem bakteriális prosztatagyulladás      |
| IIIb      | igen      | nem          | nem             | Nem gyulladásos CP/CPPS                 | Krónikus prosztatagyulladás/krónikus kismedencei fájdalom szindróma, a prosztatagyulladásnál megállapított diagnózisok 90%-95%-a, régen úgy azonosították, mint krónikus nem bakteriális prosztatagyulladás.                  | Prostatodynia                           |
| IV        | nem       | nem          | igen            | Tünetmentes gyulladásos prostatitis     | Tünetmentes gyulladásos prostatitis a betegeknek nincsenek fájdalomra utaló panasza, de észlelhető fehérvérsejt emelkedés leukocytosis. A férfiak 6-19%-ának a spermájában található genny, azonban tünetek nem jelentkeznek. | (nincs)                                 |

1968-ban először Meares és Stamey álltotta fel a prosztatagyulladásra vonatkozó diagnosztikai rendszert. Ezt a besorolást már nem használják.

## A betegség okai
A prosztatagyulladás okai nem tisztázottak. A szakértők több okot is megjelöltek.
Bakteriális fertőzés: A gyulladás hátterében Enterobacterica és Enterococcusok baktériumok állnak. Ezek a baktériumok a bélflóránk része. A leggyakoribb baktérium, melyet kimutattak az a Escherichia coli  baktérium, amit mindenki ismerhet. Azt valószínűsítik, hogy a prosztata nem megfelelő működése révén nem megfelelő váladékot termel, ennek következtében a baktériumok könnyedén elszaporodhatnak.
Vizelet visszaáramlása a prosztatába: Bizonyos feltételezések szerint a vizelet visszajutása a prosztatába okoz olyan problémát, mi gyulladáshoz vezet. Ezt a visszaáramlást okozhatják különböző kémiai anyagok, melyek egyben megbetegítik a prosztatát.
Az egyik legfőbb okként a stresszt tartják, mely erősen gyengíti a prosztata normális működését, ezáltal nem megfelelő váladék termelése révén a baktériumok könnyen elszaporodnak benne, ezzel gyulladást okozva.

## A diagnózis felállítása
A fellépő tünetek változatossága miatt nehéz diagnosztizálni. Első lépésként fizikai vizsgálat révén állítja fel az orvos a diagnózist. Ezt követi a bakteriális tenyésztés. A probléma akkor lép fel, amennyiben a bakteriális tenyésztés nem jut eredményre. Ebben az esetben a kezelés akár 4 hétig is eltarthat.

## A betegség kezelése
Bakteriális fertőzés esetén antibiotikumok alkalmazását javasolják az orvosok. Ez a leggyakoribb eset. Akut gyulladás esetén ez a kezelés több hétig is eltarthat. Krónikus gyulladás esetén az alfa-receptor-blokkolók értek el eredményt a kezelés során. Az alternatív gyógymódok is arra az elvre építenek, mint a gyógyszeres kezelés. A medence tájékán lévő izmokat lazítják el. Hasznos lehet a meleg fürdő használata. Kerülni kell az alkohol és a savasító ételek fogyasztását. A gyógynövények használata is hasznos lehet, de elsősorban a prosztata egészségének megőrzésénél használatosak.

## Kutatások
Kísérletek folynak a kisvirágú füzike antioxidáns és gyulladáscsökkentő hatásának vizsgálatára.